# Band of Susans
Band of Susans là một ban nhạc rock người Mỹ thành lập tại thành phố New York năm 1986. Đội hình gốc của ban nhạc gồm Robert Poss (guitar/hát), Susan Stenger (bass/hát), Ron Spitzer (trống), với Susan Lyall (guitar), Susan Tallman (guitar), và Alva Rogers (hát). Ban nhạc trải qua nhiều lần thay đổi nhân sự, thường là đổi tay guitar. Tuy vậy, Poss, Stenger, và Spitzer là những thành viên cốt lõi trong quá trình hoạt động của nhóm.

## Đĩa nhạc

### Album
- Hope Against Hope (Blast First, 1988)
- Love Agenda (Blast First/Restless, 1989)
- The Word and the Flesh (Restless, 1991)
- Veil (Restless/Enigma, 1993)
- Here Comes Success (Restless/Blast First/World Service, 1995)

### EP và đĩa đơn
- Blessing and Curse 12" (Trace Elements, 1987)
- Hard Light 12" (Blast First) Anh; quảng bá
- The Peel Sessions (Strange Fruit/ Dutch East India, 1992)
- Now (Restless/ Enigma, 1992)
- "Mood Swing" b/w "The Last Temptation Of Susan (edit)" 7" single (1993)

### Đĩa đơn
- Wired For Sound (Blast First, 1995)